# Одоєвський Олександр Іванович

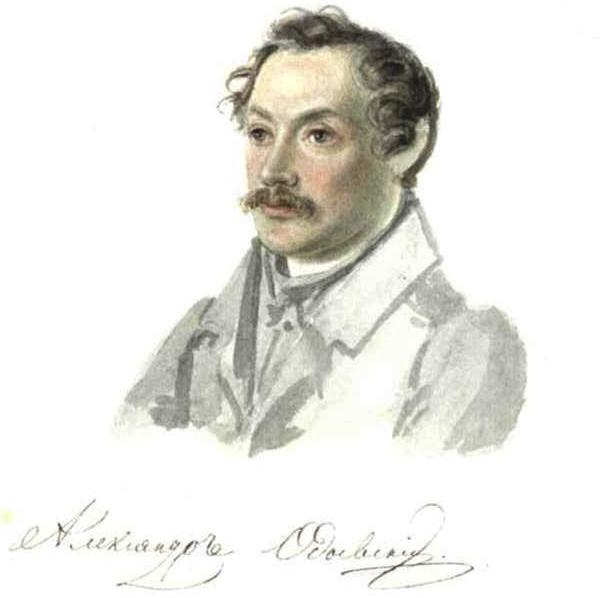
Олександр Одоєвський. 1833. Акварель Бестужева

Одо́євський Олекса́ндр Іва́нович (26 листопада 1802 — 15 серпня 1839) — російський князь, належав до старовинного роду удільних князів Чернігівських. Декабрист. Корнет лейб-гвардії Кінного полку. Поет.

## Біографія
Батько — генерал-майор князь Одоєвський Іван Сергійович (1769–1839), мати — Парасковія Олександрівна Одоєвська (двоюрідна сестра батька, померла 9 жовтня 1820 року).
Отримав гарну домашню освіту. У 1821 році вступив на військову службу.
Друг О. Бестужева та К. Ф. Рилєєва.
Член Північного товариства з 1825 року, учасник повстання на Сенатській площі.
Добровільно з'явився до петербурзького обер-поліцмейстера О. С. Шульгіна — 16 грудня 1825 року; 17 грудня ув'язнений у Петропавловську фортецю.
Засуджений за IV розряду і по конфірмації 10 липня 1826 року засуджений до каторжних робіт на 12 років, термін скорочений до 8 років — 22 серпня 1826 року. Відправлений до Сибіру — 2 лютого 1827 року. Покарання відбував у Читинському острозі і Петровському заводі. У 1833 році Одоєвський був переведений на поселення спочатку під Іркутськ, потім до Тобольської губернії.
У 1837 був направлений на Кавказ солдатом в діючу армію. У Ставрополі відбулося його знайомство з М. Лермонтовим, яке незабаром перейшло в дружбу. Вони служили в одному полку. Лермонтов присвятив Одоєвському вірш «Пам'яті О. І. Одоєвського».
У 1839 році в П'ятигорську познайомився з М. П. Огарьовим. У 1839 під час експедиції на Східний берег Чорного моря у фортеці Псезуапе (тепер с. Лазаревське поблизу Сочі) Одоєвський захворів малярією і помер. Могила не збереглася.

## Творчість
Написав відповідь («Струн вещих пламенные звуки…») на віршоване послання О. С. Пушкіна до декабристів у Сибір.
"  Струн вещих пламенные звуки
До сердца нашего дошли,
К мечам рванулись наши руки,
И - лишь оковы обрели.
Но будь покоен, бард; цепями,
Своей судьбой гордимся мы,
И за затворами тюрьмы
В душе смеёмся над царями.
Наш скорбный труд не пропадёт,
Из искры возгорится пламя, -
И просвещенный наш народ
Сберётся под святое знамя.
Мечи скуём мы из цепей 
И пламя вновь зажжём свободы:
Она нагрянет на царей,
И радостно вздохнут народы".
Перебуваючи у Петропавловській фортеці, пише «Великдень 1826 року у казематі»ru (1826), «Сон поета» (1828). У Сибіру став поетом декабристської каторги.
У вірші «Тризна» він виправдовує справу декабристів; пише вірші, присвячені пам'яті Веневітінова, Грибоєдова. Є в його поезії і болісні роздуми про сенс і призначення боротьби декабристів, спроби оцінити цю боротьбу з позицій майбутнього («Елегія», 1829).